# ネクソンゲームズ
ネクソンゲームズ株式会社（朝: 넥슨게임즈 주식회사、英: Nexon Games Co., Ltd.）は、大韓民国のゲーム開発企業。NEXON Koreaの子会社。
2013年設立。NAT GAMESとネクソンGTが合併して2022年3月に発足した。存続法人はNAT GAMES。

## 開発ゲーム
- V4
- サドンアタック
- ブルーアーカイブ -Blue Archive-
- HIT 2
- VEILED EXPERTS